# Expedición de Sandusky
La expedición de Crawford, también conocida como la expedición de Sandusky y la derrota de Crawford, fue una campaña de 1782 en el frente occidental de la guerra de Independencia de los Estados Unidos, y una de las últimas operaciones del conflicto. La campaña fue liderada por el coronel William Crawford, un exoficial del Ejército Continental de los Estados Unidos. El objetivo de Crawford era destruir las aldeas nativas enemigas a lo largo del río Sandusky en el territorio de Ohio, con la esperanza de poner fin a los ataques nativos contra los colonos estadounidenses. La expedición fue una de una serie de incursiones contra asentamientos enemigos que ambos bandos habían realizado durante toda la guerra.
A finales de mayo de 1782, Crawford lideró a unos 500 milicianos voluntarios, en su mayoría de Pensilvania, en lo profundo del territorio nativo, con la intención de sorprender a los nativos. Los nativos y sus aliados británicos de Detroit se enteraron de la expedición y reunieron una fuerza para oponerse a los estadounidenses. El 4 de junio tuvo lugar un día de combates indecisos cerca de las aldeas de Sandusky, con los estadounidenses refugiándose en un bosque que llegó a ser conocido como "Isla de la Batalla". Refuerzos nativos y británicos llegaron al día siguiente. Los estadounidenses, encontrándose rodeados, se retiraron esa noche. La retirada se volvió desorganizada, y Crawford se separó de la mayoría de sus hombres. A medida que la retirada se convirtió en una derrota, se libró otro enfrentamiento el 6 de junio. La mayoría de los estadounidenses lograron encontrar su camino de regreso a Pensilvania. Alrededor de 70 estadounidenses murieron en los combates y en ejecuciones posteriores; las bajas nativas y británicas fueron mínimas.
Durante la retirada, Crawford y un número desconocido de sus hombres fueron capturados. Los nativos ejecutaron a muchos de estos prisioneros en represalia por la masacre de Gnadenhütten que ocurrió a principios de ese año, en la cual unos 100 nativos pacíficos fueron asesinados por milicianos de Pensilvania. Crawford y su cirujano John Knight fueron invitados personalmente a la aldea tribal Wingenim de la nación Delaware por los jefes Pipe y Wyngenim bajo la guía de Simon Girty. Crawford y Knight primero observaron la cabeza decapitada del teniente John Mckinley, la cual fue pateada por varios miembros de la tribu. Luego, Girty llevó a Crawford y Knight a la hoguera tribal, donde a Crawford "se le desnudó, se le ordenó sentarse junto al fuego y luego fue golpeado." El jefe Pipe y Girty ordenaron entonces que le cortaran las orejas a Crawford mientras aún estaba vivo. En el testimonio jurado de Knight, Crawford suplicó a Girty que le disparara, a lo que Girty se negó y "se rió de buena gana, y con todos sus gestos parecía deleitado con la horrenda escena." La ejecución de Crawford fue particularmente brutal: fue torturado durante al menos dos horas antes de ser quemado en la hoguera por el antiguo soldado de Crawford, Simon Girty. Su ejecución fue ampliamente publicitada en los Estados Unidos, empeorando la ya tensa relación entre los nativos y los estadounidenses.

## Antecedentes
Cuando comenzó la guerra de Independencia de los Estados Unidos en 1775, el río Ohio marcaba una frontera precaria entre las colonias americanas y los nativos del Territorio de Ohio. Los nativos de Ohio—Shawnees, Mingos, Lenapes (Delawares) y Wyandots—estaban divididos sobre cómo responder a la guerra. Algunos líderes nativos instaban a la neutralidad, mientras que otros entraron en la guerra porque la veían como una oportunidad para detener la expansión de las colonias americanas y recuperar tierras previamente perdidas ante los colonos.
La guerra fronteriza se intensificó en 1777 después de que los oficiales británicos en Detroit comenzaran a reclutar y armar a grupos de guerra nativos para atacar los asentamientos fronterizos estadounidenses. Un número desconocido de colonos americanos en lo que hoy es Kentucky, Virginia Occidental y Pensilvania fueron asesinados en estas incursiones. La intensidad del conflicto aumentó en noviembre de 1777, después de que milicianos americanos asesinaran a Cornstalk, el principal defensor de la neutralidad Shawnee. A pesar de la violencia, muchos nativos de Ohio aún esperaban mantenerse fuera de la guerra, lo cual resultó difícil porque se encontraban directamente entre los británicos en Detroit y los americanos a lo largo del río Ohio.
En febrero de 1778, los estadounidenses lanzaron su primera expedición al Territorio de Ohio en un intento de neutralizar la actividad británica en la región. El general Edward Hand dirigió a 500 milicianos de Pensilvania en una marcha sorpresa de invierno desde Fort Pitt hacia el río Cuyahoga, donde los británicos almacenaban suministros militares que eran distribuidos a los grupos de ataque nativos. Las condiciones meteorológicas adversas impidieron que la expedición alcanzara su objetivo. En la marcha de regreso, algunos de los hombres de Hand atacaron a pacíficos lenapes, matando a un hombre y a algunas mujeres y niños, incluyendo a parientes del jefe lenape Capitán Pipe (Hopocan). Debido a que solo habían matado a no combatientes, la expedición se conoció de forma despectiva como la "campaña de las squaws".
A pesar del ataque a su familia, el Capitán Pipe dijo que no buscaría venganza. En su lugar, en septiembre de 1778, fue uno de los firmantes del Tratado de Fort Pitt entre los lenapes y los Estados Unidos. Los estadounidenses esperaban que este acuerdo permitiera a los soldados americanos pasar por el territorio lenape y atacar Detroit, pero la alianza se deterioró después de la muerte de White Eyes, el jefe lenape que había negociado el tratado. Eventualmente, el Capitán Pipe se volvió contra los estadounidenses y trasladó a sus seguidores al oeste, hacia el río Sandusky, donde recibió apoyo de los británicos en Detroit.
Durante la retirada, Crawford y un número desconocido de sus hombres fueron capturados. Los Nativos ejecutaron a muchos de estos prisioneros en represalia por la Masacre de Gnadenhutten  que ocurrió anteriormente en el año, en la cual aproximadamente 100 Nativos pacíficos fueron asesinados por milicianos de Pensilvania. Crawford y su cirujano, Dr. John Knight, fueron personalmente invitados al pueblo tribal Nación Delaware Wingenim por los Jefes Pipe y Wyngenim bajo la guía de Simon Girty. Crawford y Knight primero observaron la cabeza cercenada del Teniente John Mckinley la cual fue pateada por varios miembros tribales. Crawford y Knight fueron luego llevados por Girty al fuego tribal, donde Crawford "fue despojado desnudo, ordenado para sentarse por el fuego y luego golpeado". El Jefe Pipe y Girty luego dirigieron las orejas de Crawford que fueran cortadas mientras aún vivo. En el testimonio de primera mano jurado de Knight, Crawford suplicó con Girty para dispararle, a lo que Girty rechazó y "se rió con gusto, y con todos sus gestos pareció encantado con la escena horrida.".  La ejecución de Crawford fue particularmente brutal: fue torturado por al menos dos horas antes de ser muerto en la hoguera por el ex soldado de Crawford Simon Girty. Su ejecución fue ampliamente publicada en los Estados Unidos, empeorando la ya tensa relación entre Nativos y estadounidenses.
Cuando comenzó la guerra de Independencia de los Estados Unidos en 1775, el río Ohio marcaba una frontera frágil entre las colonias americanas y los Nativos del Territorio del Ohio. Los Nativos de Ohio —Shawnees, Mingos, Lenapes (Delawares) y Wyandots— estaban divididos sobre cómo responder a la guerra. Algunos líderes Nativos abogaban por la neutralidad, mientras que otros entraron en la guerra al verla como una oportunidad para detener la expansión de las colonias americanas y recuperar tierras perdidas previamente ante los colonos.
La guerra de frontera escaló en 1777 después de que funcionarios británicos en Detroit comenzaron a reclutar y armar partidas de guerra Nativas para atacar los asentamientos americanos en la frontera. Un número desconocido de colonos americanos en la actual Kentucky, Virginia Occidental y Pensilvania fueron asesinados en estos ataques. La intensidad del conflicto aumentó en noviembre de 1777, después de que milicianos americanos asesinaran a Cornstalk, el principal defensor de la neutralidad Shawnee. A pesar de la violencia, muchos Nativos de Ohio aún esperaban mantenerse al margen de la guerra, lo cual resultó difícil porque estaban ubicados directamente entre los británicos en Detroit y los americanos a lo largo del río Ohio.
En febrero de 1778, los americanos lanzaron su primera expedición al Territorio del Ohio en un intento de neutralizar la actividad británica en la región. El general Edward Hand lideró a 500 milicianos de Pensilvania en una marcha invernal sorpresa desde Fort Pitt hacia el río Cuyahoga, donde los británicos almacenaban suministros militares que se distribuían a las partidas Nativas de guerra. Las adversas condiciones climáticas impidieron que la expedición alcanzara su objetivo. En el regreso, algunos de los hombres de Hand atacaron a Lenapes pacíficos, matando a un hombre y a algunas mujeres y niños, incluidos parientes del jefe Lenape Captain Pipe (Hopocan). Debido a que solo se había matado a no combatientes, la expedición se conoció despectivamente como la "campaña de las squaws".
A pesar del ataque a su familia, el Capitán Pipe dijo que no buscaría venganza. En cambio, en septiembre de 1778, fue uno de los firmantes del Tratado de Fort Pitt entre los Lenapes y los Estados Unidos. Los americanos esperaban que este acuerdo permitiera a los soldados americanos atravesar el territorio Lenape y atacar Detroit, pero la alianza se deterioró tras la muerte de White Eyes, el jefe Lenape que había negociado el tratado. Eventualmente, el Capitán Pipe se volvió contra los americanos y trasladó a sus seguidores al oeste hasta el río Sandusky, donde recibió apoyo de los británicos en Detroit. Durante los siguientes años, americanos y nativos lanzaron incursiones unos contra otros, generalmente dirigidas contra asentamientos. En 1780, cientos de colonos de Kentucky fueron asesinados o capturados en una expedición británico-nativa en Kentucky. George Rogers Clark de Virginia respondió en agosto de 1780 liderando una expedición que destruyó dos pueblos Shawnee a lo largo del Río Mad, pero hizo poco daño al esfuerzo bélico nativo. Como la mayoría de los Lenapes se habían vuelto probritánicos para entonces, el Coronel americano Daniel Brodhead lideró una expedición al país de los Ohio en abril de 1781 y destruyó el pueblo Lenape de Coshocton. Clark luego reclutó hombres para una expedición contra Detroit en el verano de 1781, pero los nativos derrotaron decisivamente a cien de sus hombres a lo largo del río Ohio, poniendo fin efectivamente a su campaña. Los sobrevivientes huyeron a los pueblos militantes en el río Sandusky.
Varios pueblos de Lenapes cristianos se encontraban entre los combatientes en el río Sandusky y los americanos en Fort Pitt. Los pueblos eran administrados por los misioneros Moravos David Zeisberger y John Heckewelder. Aunque pacifistas, los misioneros favorecían la causa americana y mantenían informados a los oficiales americanos en Fort Pitt sobre la actividad hostil británica y nativa. En septiembre de 1781, para evitar más comunicación entre los misioneros y el ejército americano, hostiles Wyandots y Lenapes de Sandusky obligaron a los misioneros y sus conversos a trasladarse a un nuevo pueblo (Captive Town) en el río Sandusky.
En marzo de 1782, cerca de 200 milicianos de Pensilvania bajo el mando del Teniente Coronel David Williamson entraron al País de Ohio, con la esperanza de rescatar cautivos americanos y encontrar a los guerreros responsables de los ataques contra colonos de Pensilvania. Enfurecidos por el horrendo asesinato por parte de nativos de una mujer blanca y su bebé, los hombres de Williamson detuvieron a unos 100 Lenapes cristianos en el pueblo de Gnadenhütten. Los Lenapes cristianos (en su mayoría mujeres y niños) habían regresado a Gnadenhütten desde Captive Town para cosechar los cultivos que habían sido forzados a dejar atrás. Acusando a los nativos cristianos de haber ayudado a partidas hostiles, los pensilvanos los asesinaron a todos con golpes de martillo en la cabeza. La masacre de Gnadenhütten, como se la llamó después, tuvo serias repercusiones para la siguiente expedición americana al País de Ohio. Cuando George Washington, comandante en jefe americano, se enteró de la masacre de Gnadenhütten, advirtió a los soldados que no se dejaran capturar vivos por los nativos, pero para entonces la expedición a Sandusky ya había comenzado.

## Planificación de la expedición

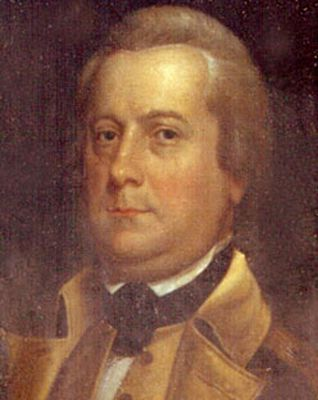
Sin recursos para llevar a cabo una campaña del Ejército Continental, el General William Irvine ayudó a los voluntarios a lanzar la expedición a Sandusky.

En septiembre de 1781, el General William Irvine fue nombrado comandante del Departamento Occidental del Ejército Continental, con sede en Fort Pitt. Aunque un importante ejército británico bajo el mando de Lord Cornwallis se rendiría en Yorktown en octubre de 1781, poniendo prácticamente fin a la guerra en el este, el conflicto en la frontera occidental continuaba. Irvine supo que los americanos que vivían en la frontera querían que el ejército lanzara una expedición contra Detroit para poner fin al apoyo continuo británico a las partidas de guerra indias americanas. Irvine investigó, y luego escribió a Washington el 2 de diciembre de 1781:
Creo que universalmente se acepta que la única manera de evitar que los indios hostiguen el país es visitarlos. Pero encontramos, por experiencia, que quemar sus pueblos vacíos no tiene el efecto deseado. Pueden construir otros pronto. Deben ser perseguidos y vencidos, o los británicos, de quienes reciben apoyo, deben ser totalmente expulsados de su país. Creo que si Detroit fuera demolido, sería un buen paso hacia al menos dar cierta tranquilidad temporal a este país.
Washington estuvo de acuerdo con la evaluación de Irvine de que Detroit debía ser capturado o destruido para poner fin a la guerra en el oeste. En febrero de 1782, Irvine envió a Washington un plan detallado para una ofensiva. Irvine estimó que con 2,000 hombres, cinco cañones y una caravana de suministros, podría capturar Detroit. Washington respondió que el endeudado Congreso de la Confederación de los Estados Unidos no podría financiar la campaña, escribiendo que "las operaciones ofensivas, excepto a pequeña escala, no pueden ser consideradas en este momento".
Con ningún recurso disponible ni del Congreso ni del Ejército Continental, Irvine dio permiso para que los voluntarios organizaran su propia ofensiva. Detroit estaba demasiado lejos y era demasiado fuerte para una operación a pequeña escala, pero milicianos como David Williamson creían que una expedición contra los pueblos indios americanos en el río Sandusky era factible. Debía ser una campaña de bajo presupuesto: cada voluntario debía proporcionar a su cargo un caballo, rifle, municiones, raciones y otros equipos. Su único pago sería una exención de dos meses del servicio de milicia, además del botín que pudieran obtener de los indígenas. Debido a los continuos ataques indígenas —la esposa e hijos de un ministro bautista fueron asesinados y escalpados en el oeste de Pensilvania el 12 de mayo de 1782— no faltaron hombres dispuestos a ofrecerse como voluntarios.

Debido a las reservas de Washington, Irvine creía que no estaba autorizado para dirigir la expedición él mismo, pero trabajó para influir en la planificación de la campaña. Irvine escribió instrucciones detalladas para el comandante (aún no seleccionado) de los voluntarios:
El objeto de tu mando es destruir con fuego y espada (si es posible) la ciudad y asentamiento indio en Sandusky, con lo cual esperamos dar tranquilidad y seguridad a los habitantes de este país; pero si es impracticable, entonces sin duda realizarás otros servicios en tu poder que, en sus consecuencias, tengan tendencia a alcanzar este gran fin.

## Organización de la expedición

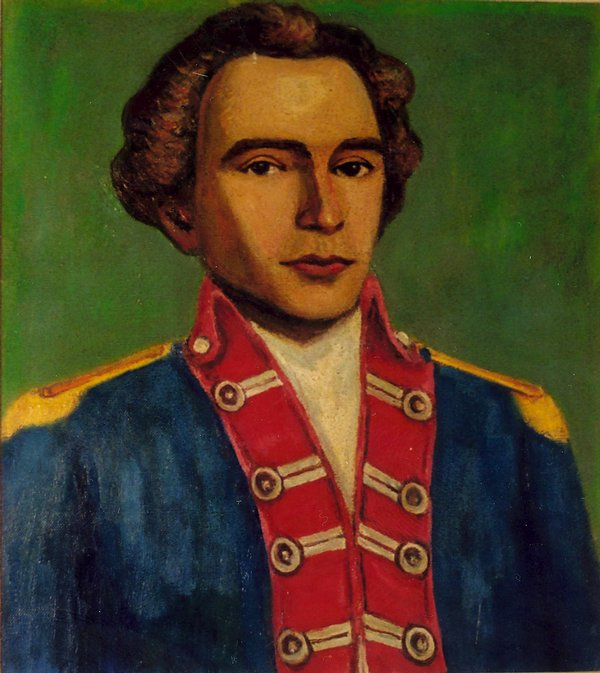
El coronel William Crawford, representado aquí a los 35 años, era un veterano soldado y asociado de George Washington desde hacía mucho tiempo. Fue elegido para liderar la expedición a Sandusky a los 59 años.

El 20 de mayo de 1782, los voluntarios comenzaron a reunirse en el punto de encuentro en Mingo Bottom en el lado indígena del río Ohio. Eran principalmente jóvenes de ascendencia irlandesa y escocesa-irlandesa, provenientes principalmente de los condados de Washington y Westmoreland en Pensilvania. Muchos eran veteranos del Ejército Continental, y muchos habían participado en la masacre de Gnadenhütten. El número exacto de hombres que participaron en la expedición es desconocido. Un oficial escribió al General Irvine el 24 de mayo que había 480 voluntarios, aunque es posible que más hombres se unieran posteriormente al grupo. Al examinar archivos de pensiones y otros registros, el historiador Parker Brown concluyó que hasta 583 hombres podrían haber participado en la expedición, aunque un número desconocido desertó antes de llegar a Sandusky. Ante la tarea formidable que tenían por delante, muchos de los voluntarios redactaron sus "últimas voluntades y testamentos" antes de partir.
Debido a que esta era una expedición de voluntarios y no una operación regular del ejército, los hombres eligieron a sus oficiales. Los candidatos para el puesto principal eran David Williamson, el coronel de milicias que había comandado la expedición a Gnadenhütten, y William Crawford, un soldado experimentado y fronterizo que había renunciado al Ejército Continental en 1781. Crawford, un asociado de largo tiempo y agente de tierras de George Washington, era veterano en este tipo de operaciones. En la Guerra de Dunmore (1774), había liderado una expedición que destruyó un pueblo Mingo en el país del Ohio, y en 1778 había participado en la fallida "campaña de mujeres". Crawford, ahora cerca de los 60 años, había sido reacio a voluntariarse, pero lo hizo a petición de Irvine. Aunque Williamson era popular entre la milicia, Irvine dejó claro que prefería la elección de Crawford como comandante porque esperaba evitar una repetición de la masacre de Gnadenhütten. Irvine sabía que muchos residentes del oeste de Pensilvania resentían a los oficiales del Ejército Continental. "La opinión general de la gente de este país es que todos los oficiales continentales son demasiado amigos de los indios", escribió. La elección, que fue acalorada, terminó con un voto cerrado: Crawford recibió 235 votos frente a los 230 de Williamson. El coronel Crawford tomó el mando, y Williamson se convirtió en segundo al mando con el rango de mayor. Los otros mayores fueron John B. McClelland, Thomas Gaddis y James Brenton.

A solicitud de Crawford, Irvine permitió que el Dr. John Knight, un oficial del Ejército Continental, acompañara a la expedición como cirujano. Otro voluntario del personal de Irvine era un extranjero de porte aristocrático que se hacía llamar "John Rose", y que sirvió como aide-de-camp de Crawford. Desconocido incluso para Irvine hasta varios años después, Rose en realidad era el Barón Gustave Rosenthal, un noble alemán del Báltico del Imperio Ruso que había huido a América después de matar a un hombre en un duelo. Rosenthal es el único ruso conocido por haber luchado en el lado americano durante la Guerra Revolucionaria. Rosenthal llevó un detallado diario de la expedición, probablemente para ayudarlo a escribir un informe completo para Irvine. 

## Viaje hacia el río Sandusky

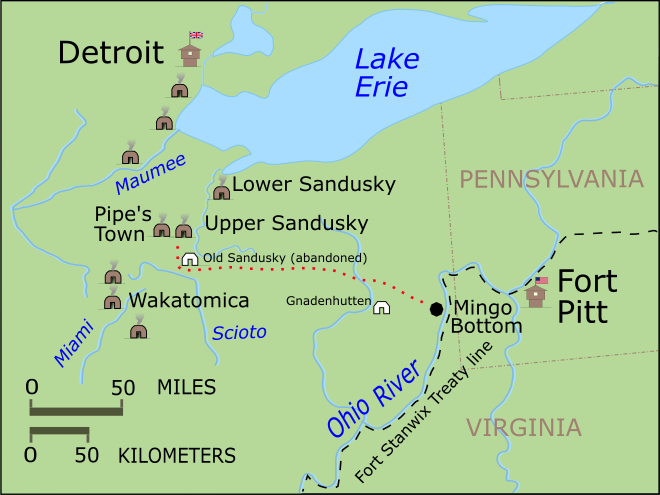
Ruta de la expedición de Crawford

Los voluntarios de Crawford partieron de Mingo Bottom el 25 de mayo de 1782, llevando provisiones para 30 días. En la planificación de la operación, el General Irvine había estimado que el viaje de 175 millas (281,6 km) hasta Sandusky tomaría siete días. La campaña comenzó con grandes expectativas. Algunos voluntarios presumían que pretendían "exterminar toda la tribu Wiandott".
Como suele ocurrir con la milicia, muchos de los cuales eran soldados aficionados mal entrenados, hubo dificultades para mantener la disciplina militar. Los hombres desperdiciaban sus raciones y a menudo disparaban sus mosquetes contra la caza silvestre, a pesar de las órdenes en contrario. Eran lentos para desmontar el campamento por las mañanas y a menudo no cumplían con su turno de guardia. Crawford también resultó ser un líder menos capaz de lo esperado. Rose escribió que Crawford en los consejos "habla de manera incoherente, propone asuntos de manera confusa y es incapaz de persuadir a la gente a adoptar su opinión". La expedición a menudo se detenía mientras los comandantes debatían qué hacer a continuación. Algunos voluntarios perdieron el ánimo y desertaron.
El viaje a través del país del Ohio fue principalmente a través de bosques. Inicialmente, los voluntarios marchaban en cuatro columnas, pero a veces el denso matorral los obligaba a formar solo dos. El 3 de junio, los hombres de Crawford emergieron hacia la llanura abierta de los Llanos de Sandusky, una región de praderas justo debajo del río Sandusky. Al día siguiente, 4 de junio, llegaron a Upper Sandusky, el pueblo wyandot donde esperaban encontrar al enemigo, solo para descubrir que había sido abandonado. Sin saberlo los americanos, los wyandot habían trasladado recientemente su pueblo a ocho millas (13 km) al norte. El nuevo Upper Sandusky, también conocido como "La Ciudad del Medio Rey", estaba cerca de la actual Upper Sandusky, Ohio y cerca de la ciudad del Capitán Pipe (cerca de la actual Carey, Ohio). Los americanos desconocían que la ciudad del Capitán Pipe estaba cerca.
Los oficiales de Crawford celebraron un consejo de guerra. Algunos argumentaron que la aldea abandonada demostraba que los Nativos sabían sobre la expedición y estaban concentrando sus fuerzas en otro lugar. Otros querían cancelar la expedición y regresar a casa inmediatamente. Williamson pidió permiso para llevar a 50 hombres y quemar la aldea abandonada, pero Crawford se negó porque no deseaba dividir su fuerza.  El consejo decidió continuar la marcha durante el resto del día, pero luego no avanzar más.  Cuando la columna se detuvo para almorzar, John Rose fue enviado hacia el norte con un grupo de reconocimiento.  Pronto, dos hombres regresaron para informar que los exploradores estaban luchando con una gran fuerza de Nativos que se acercaba a los estadounidenses. Había comenzado la Batalla de Sandusky. 

## Preparativos británicos y nativos
Mientras planeaba la expedición, el General Irvine había aconsejado a Crawford que, "Tu mejor oportunidad de éxito será, si es posible, efectuar una sorpresa" contra Sandusky. Sin embargo, los británicos y los nativos se enteraron de la expedición incluso antes de que el ejército de Crawford saliera de Mingo Bottom. Gracias a la información de un soldado americano capturado, el agente británico Simon Girty transmitió a Detroit un informe preciso de los planes de Crawford el 8 de abril.
Los funcionarios del Departamento Indio Británico en Detroit se prepararon en consecuencia para la acción. Al mando en Detroit estaba el Mayor Arent Schuyler DePeyster, responsable ante Sir Frederick Haldimand, el Gobernador General de América del Norte Británica. DePeyster utilizó agentes como Girty, Alexander McKee y Matthew Elliott, quienes tenían estrechas relaciones con los nativos, para coordinar acciones militares británicas y nativas en el Condado de Ohio. En un consejo en Detroit el 15 de mayo, DePeyster y McKee informaron a una reunión de nativos sobre la expedición a Sandusky y les aconsejaron "estar listos para enfrentarlos en gran número y repelerlos". McKee fue enviado a las aldeas shawnee en el valle del Gran Río Miami para reclutar guerreros que repelieran la invasión americana. El Capitán William Caldwell fue enviado a Sandusky con una compañía de soldados montados de los Rangers de Butler, una unidad provincial lealista, así como varios nativos del área de Detroit liderados por Matthew Elliott. Los nativos del área de Detroit, descritos como "Indios del Lago" por los británicos, incluían a los "Consejo de las Tres Llamas" así como a los wyandots del norte.
Los exploradores nativos espiaron a la expedición desde el principio. Tan pronto como el ejército de Crawford se adentró en el País de Ohio, se envió la advertencia a Sandusky. A medida que los americanos se acercaban, mujeres y niños de las ciudades wyandot y lenape fueron ocultados en barrancos cercanos, mientras que los comerciantes de pieles británicos empacaban sus mercancías y salían apresuradamente de la ciudad. El 4 de junio, los lenapes bajo el mando del Capitán Pipe y los wyandots bajo Dunquat, el "Medio Rey", junto con algunos mingos, se unieron para enfrentarse a los americanos. Se estima que el tamaño de la fuerza combinada de lenapes, wyandots y mingos era de 200 a 500 o más guerreros. Refuerzos británicos estaban cerca, pero no se esperaba que los shawnees del sur llegaran hasta el día siguiente. Cuando aparecieron los exploradores americanos, los lenapes de Pipe los persiguieron, mientras que los wyandots se mantuvieron temporalmente en retaguardia.

## Batalla de Sandusky

### 4 de junio: "Isla de la Batalla"

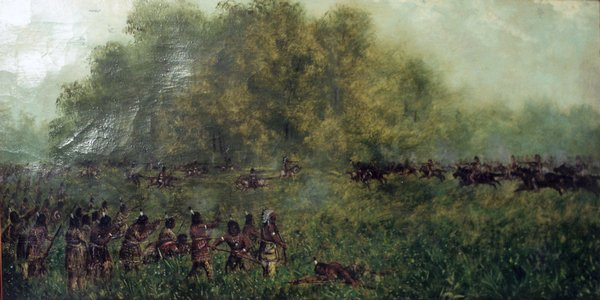
Representación de la acción en la "Isla de la Batalla" por Frank Halbedel, c. 1880

Los primeros escaramuzas de la expedición de Crawford comenzaron alrededor de las 2 p. m. el 4 de junio de 1782. El grupo de exploración liderado por John Rose encontró a los lenapes del Capitán Pipe en las llanuras de Sandusky y realizó un repliegue combativo hacia un bosquecillo donde habían almacenado sus provisiones. Los exploradores estaban en peligro de ser sobrepasados, pero pronto fueron reforzados por el cuerpo principal del ejército de Crawford. Crawford ordenó a los hombres desmontar y expulsar a los nativos del bosque. Tras intensos combates, los estadounidenses tomaron posesión del bosquecillo, más tarde conocido como "Isla de la Batalla".
La escaramuza se convirtió en una batalla a gran escala hacia las 4:00 p. m. Después de que los estadounidenses expulsaron a los lenapes del Capitán Pipe del bosque y los empujaron hacia la pradera, los lenapes fueron reforzados por los wyandots de Dunquat. El agente del Departamento Indio Británico, Matthew Elliott, podría haber estado presente coordinando las acciones de lenapes y wyandots.  
Los lenapes de Pipe flanquearon hábilmente la posición estadounidense y luego atacaron por la retaguardia. Algunos nativos se acercaron sigilosamente a las líneas estadounidenses en la alta hierba de la pradera. Los estadounidenses respondieron trepando a los árboles para tener mejores oportunidades de disparo. El humo de los fusiles llenaba el aire, dificultando la visibilidad. Tras tres horas y media de disparos incesantes, los nativos gradualmente abandonaron el ataque con la llegada del anochecer. Ambos bandos durmieron con las armas listas y rodearon sus posiciones con grandes fogatas para prevenir ataques sorpresa durante la noche.
En el primer día de combates, los estadounidenses perdieron 5 hombres muertos y 19 heridos. Los británicos y los nativos sufrieron 5 muertos y 11 heridos. Los británicos y los nativos sufrieron un revés al inicio de la batalla cuando William Caldwell, comandante de los rangers, resultó herido en ambas piernas y se vio obligado a abandonar el campo. Los voluntarios americanos escalaron a varios de los muertos nativos, mientras que los nativos despojaron la ropa de los americanos muertos y escalaron al menos a uno. Quince pensilvanos desertaron durante la noche; regresaron a casa para informar que el ejército de Crawford había sido "diezmado". 

### 5 de junio: Refuerzos shawnees y retirada estadounidense

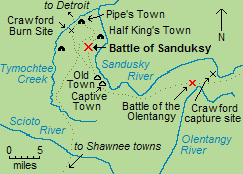
Ubicación de lugares y eventos significativos en el área de Sandusky

Los disparos comenzaron temprano en la mañana del 5 de junio, con los nativos manteniéndose a una distancia de dos o trescientos metros. Este disparo a larga distancia con mosquetes de ánima lisa causó pocas pérdidas en ambos bandos. Los estadounidenses pensaron que los nativos se replegaban porque habían sufrido grandes pérdidas el día anterior. De hecho, los nativos estaban ganando tiempo, esperando la llegada de refuerzos. Crawford decidió mantener su posición entre los árboles y realizar un ataque sorpresa contra los nativos después del anochecer. En este punto, aún estaba confiado en el éxito, aunque sus hombres escaseaban de municiones y agua. Simon Girty, agente y intérprete del Departamento Indio Británico, se acercó con una bandera blanca y solicitó la rendición de los estadounidenses, la cual fue rechazada.
Esa tarde, los estadounidenses finalmente notaron que unos 100 rangers estaban luchando junto a los nativos. Sin saber que la expedición había sido observada desde el principio, los estadounidenses se sorprendieron de que las fuerzas británicas desde Detroit hubieran podido unirse a la batalla con tan poca antelación. Mientras los estadounidenses discutían esto, Alexander McKee llegó con unos 140 shawnees liderados por Black Snake (Peteusha), quienes ocuparon una posición al sur de Crawford, rodeando efectivamente a los estadounidenses. Los shawnees dispararon repetidamente sus mosquetes al aire, un espectáculo ceremonial de fuerza conocido como feu de joie ("fuego de alegría"), que sacudió la moral estadounidense. Según Rose, el feu de joie "completó el asunto con nosotros." Con tantos enemigos reuniéndose a su alrededor, los estadounidenses decidieron retirarse después del anochecer en lugar de hacer una última resistencia. Los muertos fueron enterrados y se encendieron hogueras sobre las tumbas para evitar su descubrimiento y profanación. Los gravemente heridos fueron colocados en camillas en preparación para la retirada.
Esa noche, los estadounidenses comenzaron a retirarse del campo de batalla. El plan era retirarse por el mismo camino por el que habían llegado, con la división del Mayor McClelland liderando el camino. Cuando Crawford se enteró de que los hombres bajo el mando del Capitán John Hardin ya habían partido, detuvo la retirada y montó tras los hombres de Hardin, esperando traerlos de vuelta a la formación. Llegó demasiado tarde: centinelas nativos abrieron fuego contra los hombres de Hardin, creando pánico y confusión. Los hombres de McClelland se precipitaron hacia adelante, dejando atrás a McClelland. Muchos estadounidenses se perdieron en la oscuridad, separándose en pequeños grupos. Cuando el Mayor Brenton resultó herido, el Mayor Daniel Leet tomó el mando de su división y guio a unos 90 hombres, incluido John Crawford (el hijo del coronel), hacia el oeste. Lograron romper el cerco y finalmente regresar a casa.
En medio de la confusión, Crawford se preocupó por sus familiares: su hijo John, su yerno William Harrison y su sobrino, también llamado William Crawford. Con el Dr. Knight, Crawford permaneció en el área mientras sus hombres pasaban, llamando a sus familiares desaparecidos y sin encontrarlos. Crawford se enfureció al darse cuenta de que la milicia, a pesar de sus órdenes, había dejado atrás a algunos de los heridos. Después de que todos los hombres pasaran, Crawford y Knight, acompañados por otros dos, finalmente partieron, pero no pudieron encontrar al grueso principal de hombres.

### 6 de junio: Batalla del Olentangy
Cuando el sol se levantó el 6 de junio, entre 250 y 300 estadounidenses habían llegado al pueblo abandonado de los Wyandot. Debido a la ausencia del Coronel Crawford, Williamson asumió el mando. 
Afortunadamente para los estadounidenses, la persecución del ejército en retirada estaba desorganizada porque Caldwell, comandante general de las fuerzas británicas y nativas, había sido herido al inicio de la batalla. Caldwell creía que ninguno de los estadounidenses habría escapado si aún estuviera presente. Mientras la retirada continuaba, una fuerza de nativos finalmente alcanzó al grueso principal de estadounidenses en el borde este de las Llanuras de Sandusky, cerca de un afluente del río Olentangy. Algunos estadounidenses huyeron cuando comenzó el ataque, mientras que otros se dispersaron confundidos. Williamson se plantó con un pequeño grupo de voluntarios y repelió a los nativos tras una hora de combate. Tres estadounidenses murieron y otros ocho resultaron heridos en la "Batalla del Olentangy". Las pérdidas nativas son desconocidas.
Los estadounidenses enterraron a sus muertos y reanudaron la retirada, mientras que los nativos y los rangers los perseguían y disparaban ocasionalmente a larga distancia. Williamson y Rose mantuvieron unidos a la mayoría de los hombres advirtiéndoles que una retirada ordenada era su única oportunidad de llegar a casa con vida. Los estadounidenses retrocedieron más de 30 millas, algunos a pie, antes de hacer campamento. Al día siguiente, dos rezagados estadounidenses fueron capturados y presumiblemente asesinados antes de que los nativos y los rangers finalmente abandonaran la persecución. El grueso principal de estadounidenses llegó a Mingo Bottom el 13 de junio. Muchos rezagados llegaron en pequeños grupos durante varios días más.

## Destinos de los cautivos
Los cautivos tomados por los nativos durante la Revolución Americana podían ser rescatados por los británicos en Detroit, adoptados por la tribu, esclavizados o asesinados. El número de prisioneros estadounidenses ejecutados después de la expedición a Sandusky es desconocido, ya que su destino solo se registraba si alguno de los prisioneros sobrevivía para contarlo. Mientras que algunos fueron ejecutados rápidamente, otros fueron torturados antes de ser asesinados. La tortura pública de los prisioneros era un ritual tradicional en muchas tribus de los Bosques del Este. Los cautivos podían ser sometidos a torturas extremas durante horas e incluso días. El Departamento Indio Británico desalentaba el asesinato y la tortura de prisioneros, con cierto éxito, pero en 1782 los nativos de Ohio revivieron la tortura ritual en venganza por la masacre de Gnadenhütten.

### Prisioneros Shawnee
Durante la retirada del 5 de junio, un explorador estadounidense llamado John Slover huyó hacia el este con un pequeño grupo de soldados. Él y otros dos fueron capturados el 8 de junio y llevados a Wakatomika, un pueblo Shawnee en el río Mad, en la actual Condado de Logan, Ohio. Uno de los compañeros de Slover fue pintado de negro por los Shawnees, señal tradicional de que sería ejecutado. Los aldeanos, advertidos de la llegada de prisioneros por un mensajero, formaron dos filas. A los tres prisioneros se les hizo correr el gantep, hacia la casa del consejo, a unos 300 yardas (274,3 m) de distancia. Mientras los prisioneros corrían, los aldeanos los golpearon con palos, concentrándose en el que había sido pintado de negro. El prisionero oscurecido fue luego despedazado a hachazos y cortado en pedazos. Su cabeza y extremidades fueron clavadas en postes fuera del pueblo.
Mientras estaba en Wakatomika, Slover reconoció los restos de otros tres estadounidenses que recientemente habían sufrido el mismo destino: el Mayor McClelland, quien había sido cuarto en el mando de la expedición, así como el Soldado William Crawford (sobrino del Coronel Crawford) y William Harrison (yerno de Crawford). Al día siguiente, sus cabezas y extremidades también fueron empaladas en postes y sus torsos alimentaron a los perros. El otro compañero de Slover fue enviado a otro pueblo para ser quemado. Slover fue llevado a Mac-a-chack (cerca de la actual West Liberty, Ohio), pero escapó antes de poder ser quemado. Desnudo, robó un caballo y lo montó hasta que se agotó, luego huyó a pie, llegando al Fuerte Pitt el 10 de julio, uno de los últimos sobrevivientes en regresar.

### Captura, juicio y ejecución de Crawford
Después de separarse del grueso principal de hombres, Crawford, Knight y otros cuatro rezagados viajaron hacia el sureste a lo largo del río Sandusky en lo que hoy es el condado de Crawford, Ohio. El 7 de junio, se encontraron con un grupo de Lenapes a unos 28 millas (45,1 km) al este del campo de batalla. Knight levantó su arma, pero Crawford le dijo que no disparara. Crawford y Knight conocían a algunos de estos Lenapes, que eran parte de una banda liderada por un jefe de guerra llamado Wingenund. Crawford y Knight fueron hechos prisioneros, pero los otros cuatro estadounidenses escaparon. Dos de ellos fueron rastreados más tarde, asesinados y escalpados. Crawford y Knight fueron llevados al campamento de Wingenund, donde encontraron a otros ocho prisioneros. El 9 de junio, mientras los otros prisioneros fueron llevados a Old Town, Crawford fue llevado a Half King's Town donde se encontró con Simon Girty. Girty le dijo a Crawford que los Lenapes estaban furiosos por la masacre de Gnadenhütten y ofreció ayudar a Crawford a escapar, pero Crawford estaba demasiado exhausto y desanimado para intentarlo.

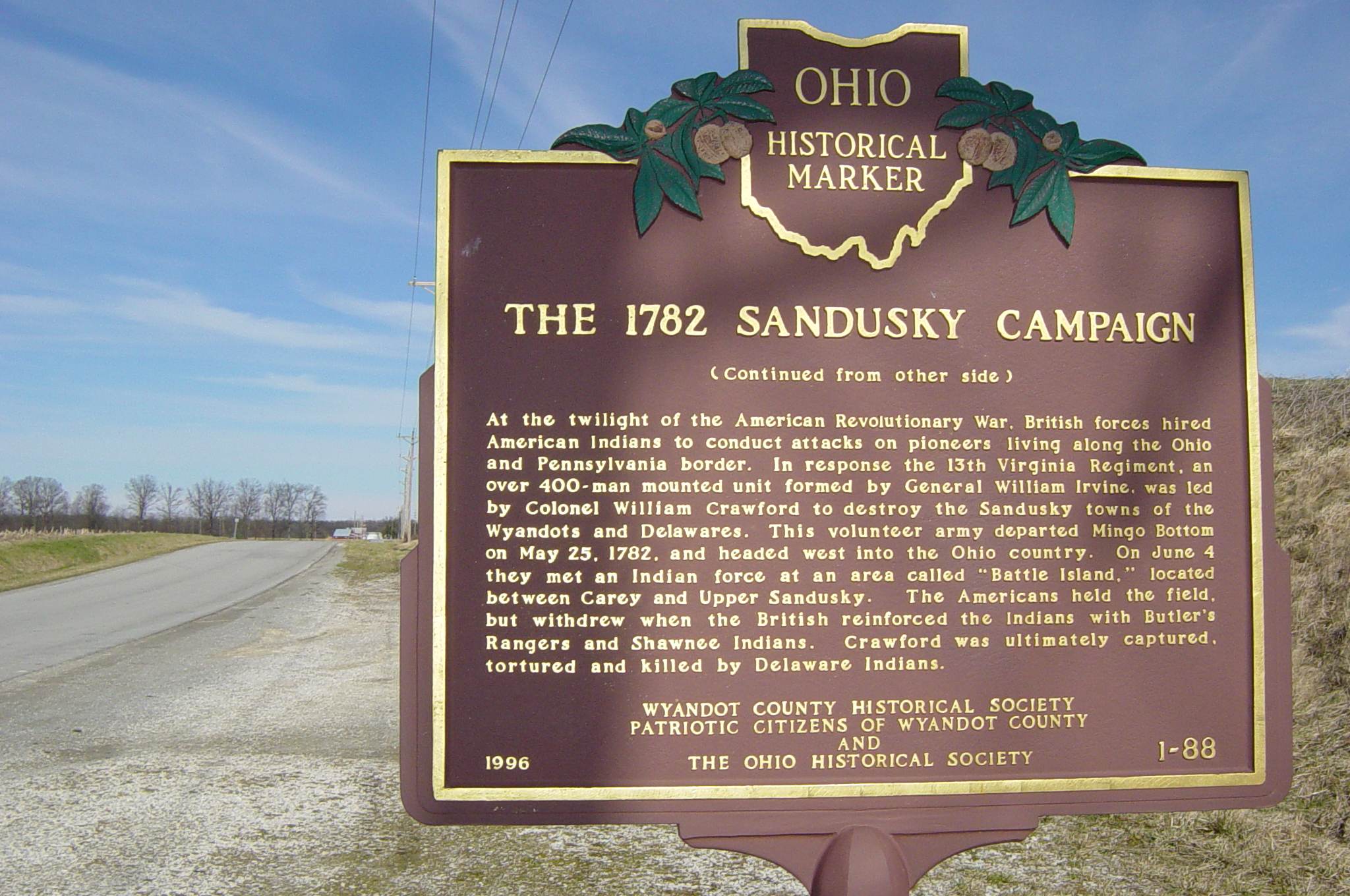
Marcador de la Ohio Historical Society en el Monumento del Sitio de Quema del Coronel Crawford en el condado de Wyandot, Ohio

El 10 de junio, el Capitán Pipe llegó a Old Town y pintó de negro los rostros de los prisioneros. Cuando Crawford se reunió con los otros prisioneros, también le pintaron la cara de negro. Los prisioneros fueron llevados a una ciudad Lenape sin nombre en el arroyo Tymochtee, cerca de la actual Crawford, Ohio. Cuatro prisioneros fueron asesinados con tomahawks y escaldados en el camino. En la ciudad, Crawford y Knight fueron vigilados mientras los otros prisioneros eran asesinados con tomahawks por mujeres y niños Lenape. Los niños escaldaron a las víctimas y golpearon las sangrientas cabelleras en los rostros de Crawford y Knight. Crawford y Knight fueron obligados a correr el gantep y luego marchados a Pipe's Town.
En la tarde del 10 de junio, se convocó un consejo en Pipe's Town para determinar el destino de Crawford. Crawford fue acusado de participar en la masacre de Gnadenhütten. Con Simon Girty actuando como su intérprete, Crawford negó el cargo. Sin embargo, la cuñada de Pipe, Micheykapeeci, reconoció a Crawford como uno de los líderes de la "campaña de mujeres" de 1778, en la cual su esposo (hermano de Pipe) y la madre de Pipe habían sido asesinados. Después de su testimonio, Crawford fue condenado a muerte por fuego. Girty ofreció rescatar a Crawford, pero su esfuerzo por salvarle la vida fue rechazado. Aunque Crawford no fue responsable de la masacre de Gnadenhütten, el historiador Colin G. Calloway escribe que "Pipe y los Delaware conocían a Crawford, y sabían lo que representaba. Los espíritus de los moravos asesinados clamaban por venganza, pero los Delaware también desahogaron su indignación con un agrimensor, especulador de tierras y soldado que había amenazado sus tierras y vidas durante años."
El 11 de junio, alrededor de cien hombres, mujeres y niños se reunieron cerca de Pipe's Town para presenciar la ejecución de Crawford. Dunquat y algunos wyandots estaban presentes, así como Matthew Elliott. Crawford fue despojado de sus ropas y golpeado. Le ataron las manos detrás de la espalda y una cuerda desde sus manos hasta un poste en el suelo. Se encendió un gran fuego a unos seis o siete yardas (6 m) del poste. Los hombres nativos dispararon cargas de pólvora en el cuerpo de Crawford, luego le cortaron las orejas. Crawford fue pinchado con trozos ardientes de madera del fuego, y se lanzaron brasas calientes sobre él, por las que fue obligado a caminar. Crawford suplicó a Girty que le disparara, pero Girty respondió que no podía interferir. Después de aproximadamente dos a cuatro horas de tortura, Crawford cayó inconsciente. Fue escalpado y una mujer le echó brasas calientes sobre la cabeza, lo que le revivió. Comenzó a caminar de manera insensible mientras continuaba la tortura. Después de que finalmente murió, su cuerpo fue quemado.
Al día siguiente, Knight fue llevado hacia los pueblos Shawnee, donde iba a ser ejecutado. En el camino, golpeó a su guardia con un tronco y logró escapar. Logró regresar a pie con éxito a Pensilvania. Cuando los cazadores lo encontraron el 4 de julio, estaba en mal estado de salud y apenas coherente. Lo llevaron al Fuerte McIntosh.

## Consecuencias

### Bajas
No se conoce el número exacto de bajas resultantes de la expedición Crawford. El 7 de junio de 1782, un guardabosques informó a DePeyster que "Nuestras pérdidas son muy poco significativas. Solo tuvimos un guardabosques muerto y dos heridos [incluido Caldwell]. LeVillier, el intérprete, y cuatro indígenas fueron muertos y ocho heridos. La pérdida del enemigo es de cien muertos y cincuenta heridos." Las estimaciones británicas de las bajas estadounidenses resultaron excesivas. El historiador Cónsul W. Butterfield, quien escribió el único estudio de longitud de libro sobre la expedición, estimó que el total de estadounidenses muertos fue "menos de setenta." El historiador Parker Brown identificó los nombres de cuarenta y un estadounidenses que fueron muertos (incluidos los prisioneros ejecutados), diecisiete que resultaron heridos, y siete que fueron capturados pero luego escaparon o fueron liberados. Notó que su lista probablemente estaba incompleta.

### Último año de la guerra

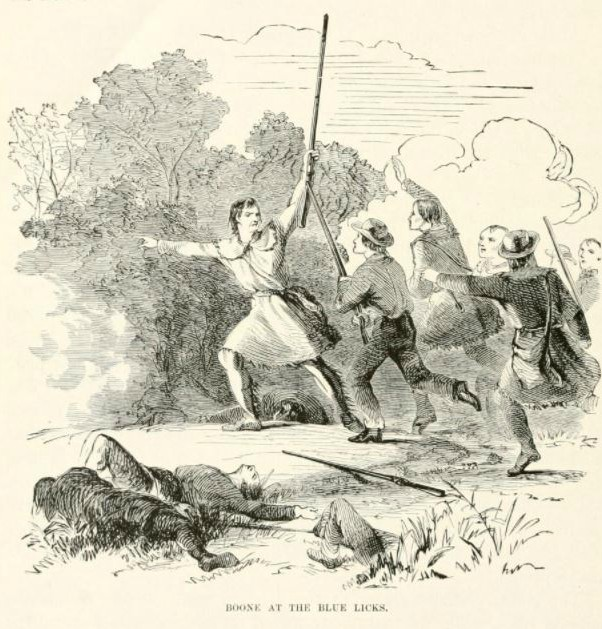
La ilustración de Daniel Boone en la Batalla de Blue Licks en "Indian History For Young Folks" por Francis Samuel Drake.

El fracaso de la expedición Crawford causó alarma a lo largo de la frontera estadounidense, ya que muchos temían que los indígenas se sintieran fortalecidos por su victoria y lanzaran una nueva serie de incursiones. Aún quedaban más derrotas para los estadounidenses por venir, y así para los estadounidenses al oeste de las Montañas Apalaches, 1782 se conoció como el "Año Sangriento". El 13 de julio de 1782, el líder mingó Guyasuta lideró a unos 100 indígenas y varios voluntarios británicos hacia Pensilvania, destruyendo Hannastown, matando a nueve y capturando a doce colonos. Fue el golpe más duro infligido por los indígenas en el oeste de Pensilvania durante la guerra.
En Kentucky, los estadounidenses pasaron a la defensiva mientras Caldwell y sus aliados indígenas preparaban una importante ofensiva. En julio de 1782, más de 1,000 indígenas se reunieron en Wakatomika, pero la expedición se detuvo después de que los exploradores informaron que George Rogers Clark estaba preparando una invasión al Territorio de Ohio desde Kentucky. La mayoría de los indígenas se dispersaron después de enterarse de que los informes de invasión inminente eran falsos, pero Caldwell condujo a 300 indígenas a Kentucky y entregó un golpe devastador en la Batalla de Blue Licks en agosto. Después de su victoria en Blue Licks, a Caldwell se le ordenó cesar las operaciones porque Estados Unidos y Gran Bretaña estaban a punto de hacer la paz. Aunque Irvine finalmente obtuvo permiso para liderar su propia expedición al Territorio de Ohio, los rumores sobre el tratado de paz mataron el entusiasmo por la empresa, que nunca se llevó a cabo. En noviembre de 1782, George Rogers Clark entregó el golpe final en el Territorio de Ohio, destruyendo varios pueblos Shawnee, pero infligiendo poco daño a los habitantes.
Detalles del próximo tratado de paz llegaron tarde en 1782. El Territorio de Ohio, la tierra que los británicos y los Nativos habían defendido con éxito, fue cedida por Gran Bretaña a los Estados Unidos. Los británicos no consultaron a los Nativos en el proceso de paz, y los Nativos no fueron mencionados en los términos del tratado.  Para los Nativos, la lucha con los colonos estadounidenses se reanudaría en la Guerra del noroeste de la India, aunque esta vez sin la ayuda de sus aliados británicos. 

### Impacto del fallecimiento de Crawford
La muerte de Crawford fue ampliamente publicitada en Estados Unidos. Una balada sobre la expedición, titulada "La derrota de Crawford por los indios", se volvió popular y se recordó durante mucho tiempo en varias versiones. En 1783, el relato de primera mano de John Knight sobre la tortura de Crawford, junto con la narrativa de cautiverio de Slover, fueron publicados en el Freeman's Journal de Francis Bailey y en un folleto aparte. El editor de Knight, Hugh Henry Brackenridge, era un "odiador reconocido de los indios" que describía a los nativos como "los animales vulgarmente llamados indios". Brackenridge alteró la narrativa de Knight, eliminando menciones al juicio de Crawford y al hecho de que fue ejecutado en represalia por la masacre de Gnadenhütten. Al suprimir la motivación de los indígenas, Brackenridge logró, según el historiador Parker Brown, crear "una pieza de propaganda virulenta antiindígena y antibritánica destinada a despertar la atención pública y el patriotismo". Brackenridge abogó por la exterminación o expulsión de todos los nativos americanos y la confiscación de sus tierras. En una introducción a las narrativas, Bailey respaldó la idea:
"Pero como [los indígenas] continúan cometiendo asesinatos en nuestra frontera, estas narrativas pueden ser útiles para inducir a nuestro gobierno a tomar medidas efectivas para castigarlos y suprimirlos; desde aquí, verán que la naturaleza de un indio es feroz y cruel, y que su exterminio sería útil para el mundo y honorable para aquellos que pueden lograrlo."
Como se pretendía, la narrativa de Knight aumentó la antipatía racial hacia los nativos americanos y fue frecuentemente republicada en los siguientes 80 años, especialmente cuando los encuentros violentos entre estadounidenses blancos e indígenas eran noticia. Aunque los colonos de la frontera estadounidense habían matado a menudo prisioneros indígenas, la mayoría de los estadounidenses consideraban la cultura indígena como bárbara debido al uso de la tortura, y la muerte de Crawford reforzó enormemente esta percepción de los nativos como "salvajes". En la memoria nacional estadounidense, los detalles de la tortura de Crawford eclipsaron las atrocidades estadounidenses como la masacre de Gnadenhütten. La imagen del nativo salvaje se convirtió en un estereotipo; los esfuerzos de pacificación de hombres como Cornstalk y White Eyes fueron casi olvidados.

## Lectura adicional
- Brown, Parker B. (enero de 1985). «La búsqueda del sitio de quema de William Crawford: Un informe de investigación». Western Pennsylvania Historical Magazine 68 (1): 43-66. Consultado el 25 de mayo de 2023. Archivo de la revista.

- Datos: Q1139109
- Multimedia: Crawford expedition / Q1139109